# シャバニ・ノンダ
シャバニ・クリストフ・ノンダ（Shabani Christophe Nonda, 1977年3月6日 - ）は、コンゴ民主共和国で同国代表のサッカー選手。ポジションはFW(センターフォワード)。

## 経歴
2002-2003シーズンのリーグ・アン得点王。ブルンジで生まれたが、内戦から逃れるため幼い頃に両親共々コンゴ民主共和国へと移り住んだ。

## タイトル
クラブ
ASモナコ
- クープ・ドゥ・ラ・リーグ 2003

ガラタサライ
- トルコ・シュペルリガ 2007-08
- トルコ・スーパーカップ 2008

個人
FCチューリッヒ
- スーパーリーグ得点王 (24ゴール): 1997-98

ASモナコ
- リーグ・アン得点王 (26ゴール): 2002-03